# Коні-Айленд (Бруклін)
40°34′30″ пн. ш. 73°58′57″ зх. д. / 40.57500° пн. ш. 73.98250° зх. д.
Коні-Айленд (англ. Coney Island) — півострівне сусідство і розважальна зона на південному заході нью-йоркського боро Бруклін.
Раніше ця територія була островом. Місцеві індіанці його називали «Нарріох» (місце без тіні). Голландці, які його колонізували, дали сучасну назву через велику кількість кроликів, що були на цій території (konijnen — в перекладі з голландського означає «кролячий острів»).
У 1867 році перші у світі хот-доги почав продавати на Коні-Айленді німецький іммігрант, на ім'я Карл Фельтман. Ця страва набула популярності через те, що її було зручно їсти на пляжі. У 1916 році Натан Хандверкер, який працював у Фельтмана, став продавати хот-доги поряд з ним.. З 1974 року компанія «Нейтан» щороку 4 липня, на День незалежності США, проводить змагання з поїдання хот-догів.
У 1884 році на Коні-Айленд почав працювати перший атракціон — прототип сучасних «американських гірок» довжиною близько 200 м. У 1903 році на території, де було багато розважальних закладів, був збудований перший у світі Луна-парк.. У 1927 році на його території був споруджений атракціон Cyclone, на якому поїзд зі швидкістю близько 100 км/г за 110 секунд долає відстань в 800 метрів.